# Mónica Domínguez Blanco
Mónica Domínguez Blanco (Ponferrada, 14 de mayo de 1984-Ponferrada, 31 de julio de 2022) fue una periodista, redactora y reportera de televisión en España, destacada en su carrera por sus trabajos como periodista de viajes en Viajeros Cuatro.

## Biografía
Nació el 14 de mayo de 1984 en la localidad española de Ponferrada, pero durante su vida pasó mucho tiempo en Flores del Sil, localidad con la que construyó un vínculo debido a su madre y sus abuelos.
Se licenció en Periodismo en 2007 por la Universidad Antonio de Nebrija, y cursó el tercer curso de su carrera en la Lock Haven University de Pensilvania.
Inició su carrera en 2006 en El Bierzo, en una emisora local, Bierzo Suena, en la que estuvo trabajando hasta dar el paso a la televisión en 2011 en el grupo Mediaset, con El Programa de Ana Rosa. Posteriormente realizaría trabajos como redactora y reportera en Divinity está de moda, del canal Divinity; para Las Mañanas de Cuatro, del canal Cuatro; y entre 2012 y 2015 como mensajera del programa Hay una cosa que te quiero decir de Telecinco.
Durante 2015 trabajó como redactora y reportera del circuito Pokerstars y como directora y presentadora de un magazine diario en RTV Castilla y León.
Después de su paso por '¡Qué tiempo tan feliz!', 'Hazte un selfie' y 'Dani&Flo', en 2018 consagró su carrera al programa del canal de televisión Cuatro 'Viajeros Cuatro', compaginándolo con la labor de reportera en 'Ya es mediodía' o 'Cuatro al día'.
Falleció el 31 de julio de 2022, a causa de un cáncer.